# Howard Clark (vescovo)
Howard Clark (Fort Macleod, 23 aprile 1901 – 21 gennaio 1983) è stato un arcivescovo anglicano canadese, primate della Chiesa anglicana del Canada dal 1959 al 1971.

## Biografia
Nativo di Fort Macleod, dopo aver frequentato il Trinity College di Toronto, nel 1930 fu nominato curato del tempio di St. John the Baptist Norway, a Toronto. Due anni più tardi divenne il curato della cattedrale di Ottawa. Nel '35 sposò Anne Wilsonm con la quale ebbe due figlie. Ordinato sacerdote nel 1938, l'anno successivo fu promosso rettore e quindi rettore decano dal 1945 al 1953.
Dal 1954 al 1961 fu vescovo della diocesi di Edmonton. Nel 1959, fu eletto Primate della Chiesa anglicana del Canada e, dal '61 al '70, fu l'arcivescovo di Rupert's Land. A conclusione di un mandato di orientamento marcatamente ecumenico, quattro anni dopo il Concilio Vaticano II, il Canada fu una delle prime province anglicane al mondo ad istituire una commissione di studio mista di chierici e laici, riuniti per discutere del sacerdozio femminile all'interno del Sinodo dei Vescovi.
L'evento era stato preceduto nel 1968 dalla Conferenza di Lambeth, un incontro ecumenico privo di potere deliberativo e vincolante per il futuro della Chiesa anglicana, durante il quale il primate canadese affermò:
Conference cannot. The Second Vatican Council met from 1962 to 1965; this Lambeth Conference meets for one brief month.
(Howard Clarke, Conferenza di Lambeth, 1968)
Nel messaggio natalizio di quell'anno citò le parole di Martin Luther King Jr. sulla luce dell'altruismo creativo, contro le tenebre di un egocentrismo annichilente. L'anno successivo nominò Michael Creal al vertice del Board of Religious Education, che presentò il nuovo programma della formazione religiosa, approvato nel '62, che incontrò le critiche della corrente non eterodossa guidata da George Luxton, vescovo di Huron, che era la seconda più grande diocesi del Paese per popolazione residente.
Già membro del Tempio di san Giovanni di Toronto, nel 1970 Clark fu nominato compagno dell'Ordine del Canada. Dal 1971 al 1982 è stato Cancelliere del Trinity College di Toronto.
Clark è stato definito come il primo primate "a tempo pieno" della Chiesa Anglicana del Canada.